# Joseph van Reeth
Joseph Van Reeth (Anversa, 6 agosto 1843 – Galle, 11 settembre 1923) è stato un missionario e vescovo cattolico belga.

## Biografia
Nato in una facoltosa famiglia di commercianti, studiò nel collegio gesuita di Anversa e nel 1860 decise di abbracciare la vita religiosa nella Compagnia di Gesù.
Fu preposito provinciale della provincia belga del suo ordine dal 1882 al 1888, poi maestro dei novizi a Drongen e in seguito si dedicò allo sviluppo interno della sua provincia.
Nel 1893 fu eretta la diocesi di Galle, nel Ceylon, e Joseph van Reeth ne fu il primo vescovo. L'evangelizzazione della regione fu affidata alla provincia belga della Compagnia di Gesù. Compì visite pastorali per comprendere le esigenze locali e si impegnò per la formazione di un clero indigeno; istituì scuole (con corsi in inglese per i centri maggiori e in lingua locale per le località minori) e il collegio di San Luigi. Per l'insegnamento, fondò la congregazione indigena delle Suore dei Santi Angeli.
Morì nel 1923.

## Genealogia episcopale
La genealogia episcopale è:
- Vescovo Johannes Wolfgang von Bodman
- Vescovo Marquard Rudolf von Rodt
- Vescovo Alessandro Sigismondo di Palatinato-Neuburg
- Vescovo Johann Jakob von Mayr
- Vescovo Giuseppe Ignazio Filippo d'Assia-Darmstadt
- Arcivescovo Clemente Venceslao di Sassonia
- Arcivescovo Massimiliano d'Asburgo-Lorena
- Vescovo Kaspar Max Droste zu Vischering
- Vescovo Joseph Louis Aloise von Hommer
- Vescovo Nicolas-Alexis Ondernard
- Vescovo Jean-Joseph Delplancq
- Cardinale Engelbert Sterckx
- Vescovo Jean-Joseph Faict
- Cardinale Pierre-Lambert Goossens
- Vescovo Joseph Van Reeth, S.I.